# 谢尔盖·巴布林
谢尔盖·尼古拉耶维奇·巴布林（俄语：Серге́й Николаевич Бабурин，1959年1月31日—），俄罗斯民族主义政治家，第一届、第二屆、第四届俄罗斯国家杜马议员，极右翼民族主义政党俄罗斯全民联盟与“祖国”党前党首。2002年至2012年，谢尔盖曾担任俄罗斯联邦贸易经济大学校长。  
2017年，俄罗斯全民联盟提名谢尔盖·巴布林为2018年俄罗斯总统选举候选人，并随后在总统选举中败选。

## 生平
谢尔盖·巴布林的父母于苏联的哈萨克苏维埃社会主义共和国学习，并于此生下谢尔盖·巴布林。  
谢尔盖·巴布林拥有列宁格勒国立大学法学博士学位。1990年，谢尔盖·巴布林被选为俄罗斯苏维埃社会主义联邦共和国最高苏维埃人民代表，并在1991年对苏联解体投下反对票，成为少数反对此动议的代表之一。
2007年，在俄罗斯国家杜马选举中，谢尔盖·巴布林提出政见，建议动用资金补偿20世纪90年代俄罗斯国有财产私有化中的过失。  

## 2018年总统竞选
2017 年 12 月 22 日，俄罗斯全民联盟提名谢尔盖·巴布林为2018 年俄罗斯总统大选的总统候选人。 
在2018年俄罗斯总统选举中，谢尔盖·巴布林的得票率为0.65%，在八名候选人中列居倒数第一名。 

## 思想
谢尔盖·巴布林极力推崇“俄罗斯世界”思想，即视俄语使用区与俄罗斯东正教信仰区为“俄罗斯文明区”。“俄罗斯世界”思想被一部分人被视作2022年俄罗斯入侵乌克兰的理由之一。